# Grande mer de sable
La grande mer de sable en Égypte s’étend sur plus de 72 000 km2 et forme la frontière nord du Sahara. La grande mer de sable est le troisième plus grand champ de dunes au monde, le plus grand erg du Sahara et le plus aride aussi.
Certaines des dunes de sable sont officiellement reconnues comme étant les plus grandes au monde, une d'entre elles s'étend sur 140 km. Les vagues de la mer de sable peuvent atteindre 100 m de hauteur. Plusieurs réseaux dunaires peuvent se superposer, la morphologie des dunes montre une certaine diversité : longilignes, en croissants jointifs (barkhane), étoilées, brillantes sous le soleil, ombres étranges au crépuscule, magnifiques à l’aube.
La grande mer de sable a été étudiée par photographies aériennes et images satellitaires mais il reste encore beaucoup d'études à mener à terre. Il faut savoir que leur mouvement découvre parfois des « forêts pétrifiées », plus exactement du bois fossilisé épigénisé en calcédonite avec le détail des structures ligneuses bien conservées. On peut les rencontrer le long des pistes d'Al-Bahariya à Qattara ; elles servent de pierres ornementales utilisées pour recouvrir les tombes des nomades.
La grande mer de sable égyptienne est parallèle avec la mer de sable de Calanshio située dans le désert Libyque et les deux ergs sont contigus dans le nord.